# Cubottaedro cubitroncato
In geometria, il cubottaedro cubitroncato è un poliedro stellato uniforme avente 20 facce - 8 esagonali, 6 ottagonali  e 6 a forma di ottagramma - 72 spigoli e 48 vertici.

## Inviluppo convesso
L'inviluppo convesso del cubottaedro cubitroncato, spesso indicato con il simbolo U16, è un cubottaedro troncato non uniforme.
| Cubottaedro troncato (facce regolari) | Inviluppo convesso | Cubottaedro cubitroncato |

## Coordinate cartesiane
Le coordinate cartesiane per i vertici del cubottaedro cubitroncato sono date da tutte le permutazioni di:
{\displaystyle {\Bigl (}\pm 1,\ \pm \left[{\sqrt {2}}-1\right],\ \pm \left[{\sqrt {2}}+1\right]{\Bigr )}.}

## Poliedri correlati

### Tetradiacisesaedro
Il tetradiacisesaedro è un poliedro isoedro non convesso, nonché il duale del cubottaedro cubitroncato, avente 40 facce intersecanti, tutte a forma di triangolo scaleno, come quella qua sotto riportata:
Le facce hanno tre angoli interni di diversa ampiezza pari a {\displaystyle \arccos({\frac {3}{4}})\approx 41,409\,622\,109\,27^{\circ }}, {\displaystyle \arccos({\frac {1}{6}}+{\frac {7}{12}}{\sqrt {2}})\approx 7,420\,694\,647\,42^{\circ }} e {\displaystyle \arccos({\frac {1}{6}}-{\frac {7}{12}}{\sqrt {2}})\approx 131,169\,683\,243\,31^{\circ }}.